# ローレンス郡 (ミズーリ州)
ローレンス郡（英: Lawrence County）は、アメリカ合衆国ミズーリ州の南西部に位置する郡である。2010年国勢調査での人口は38,634人であり、2000年の35,204人から9.7％増加した。郡庁所在地はマウントバーノン市（人口4,575 人）であり、同郡で人口最大の都市はオーロラ市（人口7,508人）である。ローレンス郡は1845年に組織化され、郡名は米英戦争時の海軍士官ジェイムズ・ローレンスに因んで名付けられた。ローレンスは「船を諦めるな」という命令で知られている。ローレンス郡は1815年に設立したが、1818年に解体され、ウェイン郡、マディソン郡などとなっていた。

## 地理
アメリカ合衆国国勢調査局に拠れば、郡域全面積は613.38平方マイル (1,588.6 km2)であり、このうち陸地613.08平方マイル (1,587.9 km2)、水域は0.30平方マイル (0.78 km2)で水域率は0.05％である。

### 主要高規格道路
- 州間高速道路44号線
- アメリカ国道66号線（1926年–1985年）
- ミズーリ州道39号線
- ミズーリ州道96号線
- ミズーリ州道97号線
- ミズーリ州道266号線

### 隣接する郡
- デイド郡 - 北
- グリーン郡 - 北東
- クリスチャン郡、ストーン郡 - 南東
- バリー郡 - 南
- ニュートン郡 - 南西
- ジャスパー郡 - 西

### 国立保護地域
- オザーク洞窟魚国立野生生物保護区

## 人口動態
以下は2000年の国勢調査による人口統計データである。
| 基礎データ - 人口: 35,204人 - 世帯数: 13,568 世帯 - 家族数: 9,728 家族 - 人口密度: 22人/km2（57人/mi2） - 住居数: 14,789軒 - 住居密度: 9軒/km2（24軒/mi2） 人種別人口構成 - 白人: 95.68% - アフリカン・アメリカン: 0.27% - ネイティブ・アメリカン: 0.76% - アジア人: 0.22% - 太平洋諸島系: 0.02% - その他の人種: 1.67% - 混血: 1.37% - ヒスパニック・ラテン系: 3.39% 年齢別人口構成 - 18歳未満: 27.2% - 18-24歳: 7.9% - 25-44歳: 26.9% - 45-64歳: 22.4% - 65歳以上: 15.6% - 年齢の中央値: 37歳 - 性比（女性100人あたり男性の人口） - 総人口: 97.0 - 18歳以上: 92.1 | 世帯と家族（対世帯数） - 18歳未満の子供がいる: 33.6% - 結婚・同居している夫婦: 58.9% - 未婚・離婚・死別女性が世帯主: 9.0% - 非家族世帯: 28.3% - 単身世帯: 24.5% - 65歳以上の老人1人暮らし: 12.3% - 平均構成人数 - 世帯: 2.55人 - 家族: 3.03人 収入と家計 - 収入の中央値 - 世帯: 31,239米ドル - 家族: 36,846米ドル - 性別 - 男性: 27,309米ドル - 女性: 18,990米ドル - 人口1人あたり収入: 15,399米ドル - 貧困線以下 - 対人口: 14.1% - 対家族数: 11.0% - 18歳未満: 19.5% - 65歳以上: 11.8% |

## 都市と町
| - アルバトロス - オーロラ - チェサピーク - フライスタット - ホールタウン | - ヒートンビル - ホバーグ - ローガン - マリオンビル - マッキンリー | - ミラー - ミンデン - モネット - マウントバーノン - 郡庁所在地 - フェルプス | - パリススプリングスジャンクション - ピアースシティ - プルー - レスキュー - スペンサー | - ストッツシティ - ベローナ |

## 政治

### 地方
ローレンス郡の地方レベルでは共和党が完全に政治を支配しており、郡の選挙で選ばれる役職を独占している。

#### 2008年大統領予備選挙
2008年の大統領予備選挙で、ローレンス郡は二大政党の候補者をどちらも州全体と全国で二位に終わった者を選んだ。民主党の予備選挙ではヒラリー・クリントンが1位となったが、共和党予備選挙では元アーカンソー州知事のマイク・ハッカビーがクリントンより多い得票で1位になった。